# Taça das Nações de 1964
Taça das Nações foi um torneio realizado em 1964 no Brasil, entre 4 seleções de futebol, como celebração ao 50o aniversário do fundador da CBF.

## Detalhes
O torneio começou com vitória do Brasil 5 a 1 sobre a Inglaterra. Pelé para Rinaldo. 1 a 0. Milne chutou, Gilmar espalmou e Greaves pegou o rebote. 1 a 1. Pelé virou a bola e Rinaldo marcou de bico encobrindo o goleiro. 2 a 0. Carlos Alberto deu a Pelé, que de fora da área, marcou. 3 a 1. Pelé para Julinho. 4 a 1. Roberto Dias de falta sofrida por Pelé. 5 a 1.  Argentina 2 a 0 Portugal. Bielli para Rojas. 1 a 0. Bielli chuta, o goleiro espalma e Rendo pega a sobra. 2 a 0.  
Na grande surpresa da competição, os argentinos bateram o Brasil por 3 a 0. Rojas lançou a Onega. 1 a 0. Rojas roubou de Gerson, chutou e no rebote do goleiro Telch marcou. 2 a 0. Penalti de Ratin em Pelé. Gerson chuta na trave. Onega serve para Telch, aos 44 minutos do segundo tempo, decretar a goleada. O Brasil jogou com três zagueiros (Brito, Joel e Rildo). Carlos Alberto Torres e Gerson foram os mais criticados. Gerson foi chamado de "inútil" pelo Jornal dos Sports, que se recusou a dar uma nota ao jogador.  “Meteram duas ou três bolas aqui atrás, não houve cobertura e quase que eu fui crucificado”, contaria Carlos Alberto anos depois. O técnico Vicente Feola disse que Carlos Alberto era indisciplinado e o veterano Djalma Santos recuperou o posto de titular.
Portugal 1 a 1 Inglaterra. Peres chutou de longe, a bola desviou em Moore, e enganou Banks. Greaves lança e Hunt finaliza. 1 a 1.  Argentina venceu a Inglaterra e foi campeã. Chaldu esticou a Rojas. 1 a 0. 
Brasil 4 a 1 Portugal. Rildo para Pelé. Airton para Jairzinho. Zé Carlos cruzou e Coluna deu uma virada no ar. 2 a 1. Airton sofreu penalti. Gerson converteu. 3 a 1. Jairzinho para Gerson. 4 a 1. Após a partida, o técnico Fernando Vaz afirmou que "Jairzinho era um novo Pelé". A torcida vaiou Zagallo toda vez que o jogador tocava na bola e Gerson antes de bater o penalti. 

## Classificação
| Team       | Pts | Pld | W | D | L | GF | GA | GD |
| ---------- | --- | --- | - | - | - | -- | -- | -- |
| Argentina  | 6   | 3   | 3 | 0 | 0 | 6  | 0  | +6 |
| Brasil     | 4   | 3   | 2 | 0 | 1 | 9  | 5  | +4 |
| Portugal   | 1   | 3   | 0 | 1 | 2 | 2  | 7  | -5 |
| Inglaterra | 1   | 3   | 0 | 1 | 2 | 2  | 7  | -5 |

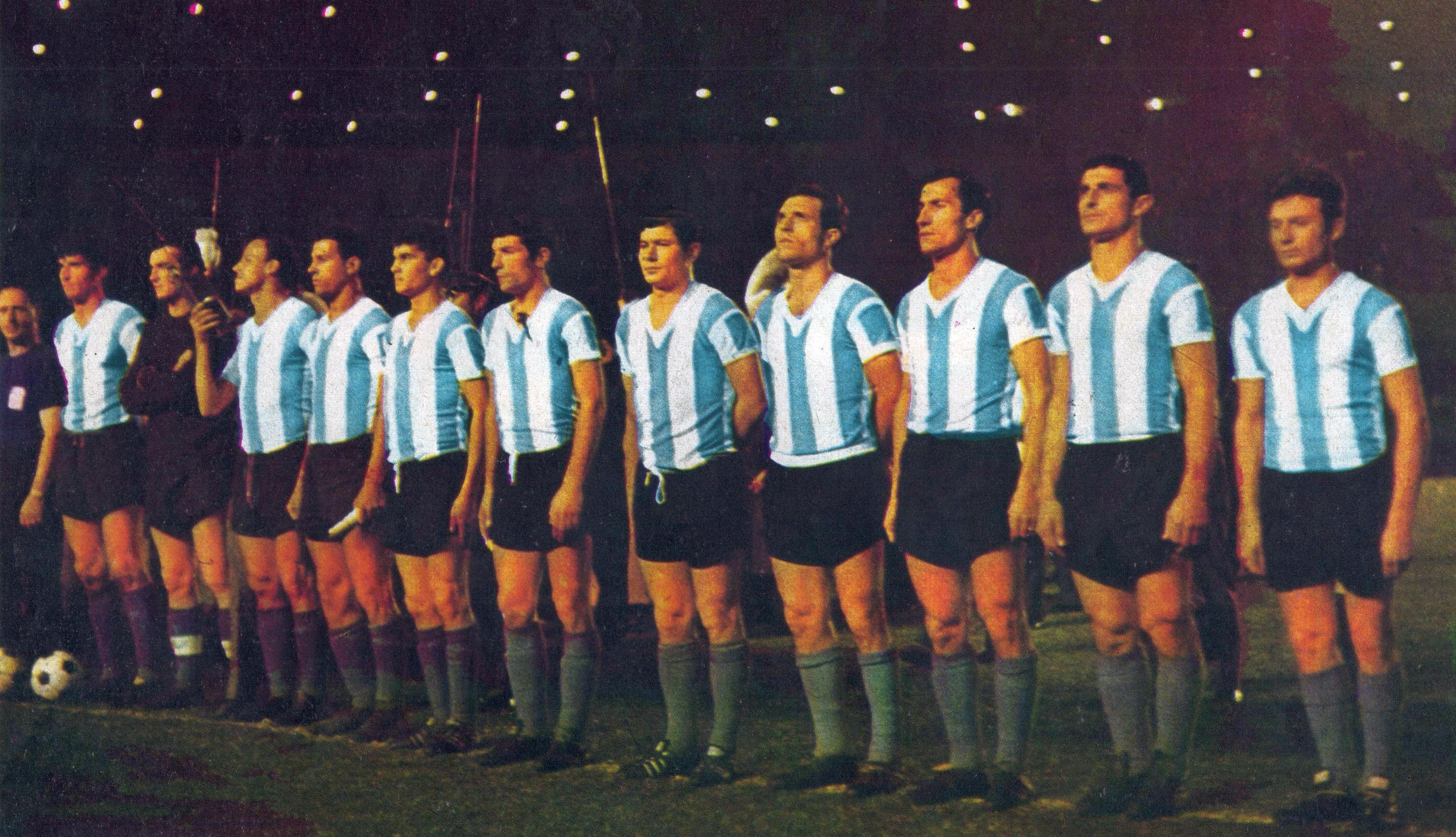
A equipe da Argentina, campeã da competição

O sistema de pontuação dava 2 pontos à vitória, e 1 ponto ao empate.

## Tabela
| 30 de maio de 1964 | Brasil                                  | 5 - 1 | Inglaterra    | Estádio do Maracanã |
|                    | Rinaldo · Pelé · Julinho · Roberto Dias |       | Jimmy Greaves | Público: 77,000     |

| 31 de maio de 1964 | Argentina                     | 2 - 0 | Portugal | Estádio do Maracanã |
|                    | Alfredo Rojas · Alberto Rendo |       |          |                     |

| 3 de junho de 1964 | Brasil | 0 - 3 | Argentina                     | Estádio do Pacaembu |
|                    |        |       | Roberto Telch · Ermindo Onega |                     |

| 4 de junho de 1964 | Inglaterra | 1 - 1 | Portugal                | Estádio do Pacaembu |
|                    | Roger Hunt |       | Fernando Peres da Silva | Público: 25,000     |

| 6 de junho de 1964 | Argentina     | 1 - 0 | Inglaterra | Estádio do Maracanã |
|                    | Alfredo Rojas |       |            | Público: 15,000     |

| 7 de junho de 1964 | Brasil                    | 4 - 1 | Portugal     | Estádio do Maracanã |
|                    | Jairzinho · Pelé · Gérson |       | Mário Coluna |                     |

## Premiação
| Taça das Nações (1964) Futebol |
| ------------------------------ |
| Argentina (1º Título)          |

### Artilharia
| 2 Gols - Alfredo Rojas - Roberto Telch - Pelé - Rinaldo Amorim - Gérson 1 goals - Alberto Rendo - Ermindo Onega - Roberto Dias Branco - Jairzinho - Júlio Botelho - Jimmy Greaves - Roger Hunt - Fernando Peres - Mário Coluna \| 3 Assistencias - Pelé 1 Assistência - Carlos Alberto Torres - Rildo - Aírton Beleza - Jairzinho - Adolfo Bielli - Ermindo Onega - Alfredo Rojas - Jimmy Greaves - Mario Chaldú - José Carlos Referências - Chris Goodwin, Glen Isherwood: Taça das Nações, Brazil 1964, England Football Online, 2010-03-14 \| |
| 3 Assistencias - Pelé 1 Assistência - Carlos Alberto Torres - Rildo - Aírton Beleza - Jairzinho - Adolfo Bielli - Ermindo Onega - Alfredo Rojas - Jimmy Greaves - Mario Chaldú - José Carlos - Chris Goodwin, Glen Isherwood: Taça das Nações, Brazil 1964, England Football Online, 2010-03-14 |

1. ↑  «Gênio de Pelé comandou a goleada do Brasil». Memória BN. Jornal dos Sports (RJ) de 31 de Maio de 1964. Consultado em 29 de julho de 2017
2. ↑  «Argentinos são mais objetivos e vencem os lusos». Memória BN. Jornal dos Sports (RJ) de 1 de junho de 1964. Consultado em 29 de julho de 2017
3. ↑  «Argentina vence a guerra tática: 3 a 0». Memória BN. Jornal dos Sports (RJ) de 4 de junho de 1964. Consultado em 29 de julho de 2017
4. ↑  Thomas Traumann (28 de outubro de 2016). «Carlos Alberto Torres (1944 – 2016): O chute que reinventou o futebol». Revista Época. Consultado em 30 de agosto de 2021
5. ↑  «Portugal esteve mais próximo da vitória e jogou inferiorizado». Memória BN. Jornal dos Sports (RJ) de 4 de junho de 1964. Consultado em 29 de julho de 2017
6. ↑  «Argentina vence a Inglaterra e é campeã». Memória BN. Jornal do Brasil (RJ) de 7 de junho de 1964. Consultado em 29 de julho de 2017
7. ↑  «Brasil goleou Portugal no adeus: 4 a 1». Memória BN. Jornal dos Sports (RJ) de 8 de junho de 1964. Consultado em 29 de julho de 2017